# César de la Hoz
César de la Hoz (Marina de Cudeyo, 1992. március 30. –) spanyol labdarúgó, a Real Oviedo középpályása.

## Pályafutása
De la Hoz a spanyolországi Marina de Cudeyo községben született. Az ifjúsági pályafutását a Racing Santander akadémiájánál kezdte.
2011-ben mutatkozott be a Racing Santander tartalék, majd 2012-ben a másodosztályban szereplő felnőtt keretében. 2013-ban a Barakaldóhoz, majd 2014-ben a Real Betis B-hez igazolt. A 2017–18-as szezonban az Albacete csapatát erősítette kölcsönben. 2018. július 4-én ötéves szerződést kötött a másodosztályú Almería együttesével. Először a 2018. augusztus 17-ei, Cádiz ellen 1–0-ra elvesztett mérkőzésen lépett pályára. Első gólját 2018. szeptember 30-án, a Reus Deportiu ellen hazai pályán 2–0-ás győzelemmel zárult találkozón szerezte meg. A 2021–22-es idényben feljutottak az első osztályba. 2023. július 21-én a Valladolidhoz írt alá. 2025. január 16-án 18 hónapos szerződést kötött a Real Oviedo csapatával.

## Statisztikák
2023. június 4. szerint
| Klub     | Szezon   | Osztály          | Bajnokság | Bajnokság | Kupa és Ligakupa | Kupa és Ligakupa | Nemzetközi | Nemzetközi | Összesen | Összesen |
| Klub     | Szezon   | Osztály          | Meccs     | Gól       | Meccs            | Gól              | Meccs      | Gól        | Meccs    | Gól      |
| -------- | -------- | ---------------- | --------- | --------- | ---------------- | ---------------- | ---------- | ---------- | -------- | -------- |
| Albacete | 2017–18  | Segunda División | 33        | 4         | 1                | 0                | —          | —          | 34       | 4        |
| Almería  | 2018–19  | Segunda División | 40        | 1         | 1                | 0                | —          | —          | 41       | 1        |
| Almería  | 2019–20  | Segunda División | 36        | 2         | 0                | 0                | —          | —          | 36       | 2        |
| Almería  | 2020–21  | Segunda División | 22        | 0         | 4                | 0                | —          | —          | 26       | 0        |
| Almería  | 2021–22  | Segunda División | 40        | 0         | 3                | 0                | —          | —          | 43       | 0        |
| Almería  | 2022–23  | La Liga          | 25        | 1         | 0                | 0                | —          | —          | 25       | 1        |
| Almería  | Összesen | Összesen         | 163       | 4         | 8                | 0                | 0          | 0          | 171      | 4        |
| Összesen | Összesen | Összesen         | 196       | 8         | 9                | 0                | 0          | 0          | 205      | 8        |

## Sikerei, díjai
Almería
- Segunda División
  - Bajnok (1): 2021–22